# Université de Delhi
L'université de Delhi (en hindi : दिल्ली विश्वविद्यालय ; en anglais : University of Delhi ou UD) est une université centrale indienne située à New Delhi. 
Le chancelier est le 14e vice-président de l'Inde, Mohammad Hamid Ansari. 